# Parapercis robinsoni
Parapercis robinsoni är en fiskart som beskrevs av Fowler 1929. Parapercis robinsoni ingår i släktet Parapercis och familjen Pinguipedidae. Inga underarter finns listade i Catalogue of Life.